# قائمة الاختلالات الوراثية
الاختلالات الوراثية عند الإنسان تقسم الاختلالات الوراثية عند الإنسان إلى قسمين رئيسيين .[بحاجة لمصدر]
- اختلالات مرتبطة بالطفرات الكروموسومية،
- اختلالات مرتبطة بالطفرات الجينية.

## اختلالات مرتبطة بالطفرات الكروموسومية
هي اختلالات في عدد الكروموسومات في اللاقحة، وعلى الرغم من وجود هذه الحالات بنسبة كبيرة في البشر ولما لها من آثار سلبية على نمو الأجنة وتطورها إلا أن اغلبها تجهض بصورة طبيعية في المراحل الأولى من الحمل وبعضها يبقى ويولد الأطفال المصابون بهذه الحالات، وتظهر عليهم أعراض معينة. وقد يحدث الخلل في عدد الكروموسومات الجسمية أو الجنسية، وسوف نتناول عدة أمثلة لتوضيحها.

### متلازمة داون
تنتج عن وجود كروموسوم زائد مماثل للزوج رقم 21 وبالتالي فإن كل خلية من خلايا الجسم تحتوي 47 كروموسوم. (الشكل المقابل).
ومن أعراض الإصابة بمتلازمة داون تفلطح مؤخرة الجمجمة، واتساع المسافة بين العينين، وقصر القامة والتخلف العقلي، ومعظم المصابين تكون أعمارهم قصيرة نسبياً
ولاحظ العلماء أن هناك علاقة بين عمر الأم ونسبة إنجاب أطفال مصابين بمتلازمة داون، إذ تزيد احتمالية إنجابهم من أمهات فوق سن الخامسة والثلاثين، ومن الافتراضات التي تفسر هذه العلاقة إن المرأة الأكبر عمراً أكثر قدرة على الاحتفاظ بالجنين المصاب واستمرار الحمل من المرأة الأصغر عمراً على اعتبار إن المرأة الأصغر عمراً يحدث لها إجهاض طبيعي.

### متلازمة كلينفلتر
وتحدث نتيجة وجود كروموسوم جنسي x زائد في الذكر فيصبح تركيبه الكروموسومي xxy، ومن الأعراض التي تظهر على الشخص المصاب ظهور صفات جسمية أنثوية مثل الزيادة في حجم الأثداء وضمور الأعضاء التناسلية الذكرية، وبخاصة الخصيتين، ويكون الفرد ذكرا عقيماً.

### متلازمة تيرنر
وتحدث بسبب عدم انفصال زوج الكروموسومات الجنسية لدى الأم أو الأب في أثناء الانقسام المنصف، لذا يكون التركيب الكروموسومي للفرد المصاب بهذه الحالة xo، أما أعراض الإصابة فتكون قصر القامة، وعنق متضخمة وعدم نضج الأعضاء التناسلية في مرحلة المراهقة، وتكون الفتاة عقيمة وعادة يكون الأفراد المصابون بالمرض ذو ذكاء طبيعي.

## الاختلالات المرتبطة بتركيب الكروموسوم
ومن أمثلتها الحالة التي تسمى بكاء الهر. وتحدث هذه الحالة نتيجة الحذف في الكروموسوم رقم (5)، ويتميز الطفل المصاب بمجموعة من الأعراض مثل صغر حجم الرأس وكبر المسافة بين العينين (الشكل المقابل)، كما يتميز بصوت بكاء يشبه مواء القطة، ويعاني من تخلف عقلي، ويموت الطفل المصاب في المراحل المبكرة من الطفولة.

## اختلالات مرتبطة بالطفرات الجينية
تعرفت سابقاً بعض الأمراض الناتجة عن طفرات جينية مثل التلاسيميا ومرض نزف الدم ومرض تاي ساكس، ومن الأمراض الأخرى:
أ ـ مرض فينيل كيتونيوريا Phenyl ketonuria (PKU):
ويحكم هذا المرض أليلات متنحية لجين معين يسبب عدم إنتاج الإنزيم اللازم لتحويل الحمض الأميني، فينيل ألانين إلى الحمض الأميني تايروسين، لذا ترتفع نسبة مركبات الفينيل في الدم مسببة تخلفاً عقلياً حاداً غير قابل للشفاء في الأطفال المصابين به، لذلك لابد من فحص بول ودم الأطفال حديثي الولادة للكشف عن وجود الحمض الأميني فينيل الأنين لبدء علاجهم في حالة الإصابة بتقليل الحمض الأميني فينيل الأنين في الغذاء.
ب ـ مرض الفوال Primaquine Sensitivity (Favism):
وهو نوع من أمراض فقر الدم Hemolytic anemia يحكمه أليلات متنحية لجين معين مرتبط بالكروموسوم الجنسي x مسبباً عدم تكون إنزيم الجلوكوز ـ 6 ـ فوسفات دي هيدروجينيز اللازم للعمليات الأيضية في خلايا الدم الحمراء، وعند تناول الفول الأخضر أو استنشاق حبوب اللقاح أو تناول بعض أنواع العقاقير الطبية تتحلل خلايا الدم الحمراء ويطرأ هبوط حاد في هيموجلوبين الدم مما قد يسبب الوفاة.
إن الطفرات التي تحدث في DNA الموجود في عضية الميتوكوندريا ينتج عنها تغيرات تسهم أو تتسبب بصورة مباشرة في أحداث مجموعة من الاضطرابات ناتجة عن فقد إنزيمات لها دور في إنتاج الطاقة في الجسم، وبالتالي تفقد بعض الخلايا حيويتها، وبخاصة في الأنسجة العصبية والقلب والعضلات الهيكلية والكليتين. وقد حاز هذا الموضوع على اهتمام العلماء، لأنه يختلف عن توارث الجينات المحمولة على الكروموسومات الموجودة في النواة، ويتم توارث الجينات الموجودة (DNA في الميتوكوندريا) من الأم فقط عبر الميتوكوندريا الموجودة في البويضة، ولا يسهم الحيوان المنوي بأي منها، وبعد تكون اللاقحة فإن الانقسامات المتساوية المتتالية تكون جميع خلايا الجسم، وقد تحدث الطفرات تلقائياً في البويضة أو في أثناء النمو الجنيني، وقد تكون موروثة من الأم، ولكن تتوزع الميتوكوندريا التي تحوي DNA به طفرات على نحو غير متساو لذلك قد يرث بعض الأبناء مقداراً أكبر من DNA الطافر، وتكون أعراض المريض لديهم أسوأ من أمهاتهم، ويعتقد العلماء أن هناك عدد كبير من الأمراض الوراثية تنتقل عن طريق هذه الطفرات من مثل التهاب الشبكية الصباغي، ومرض السكري، ومرض الزهايمر.</ref>